# تالهایم بای ولس
تالهایم بای ولس (به آلمانی: Thalheim bei Wels) یک منطقهٔ مسکونی در اتریش است که در ناحیه ولس لند واقع شده‌است. تالهایم بای ولس ۱۶ کیلومتر مربع مساحت دارد ۳۶۹ متر بالاتر از سطح دریا واقع شده‌است.